# Altare di Issenheim

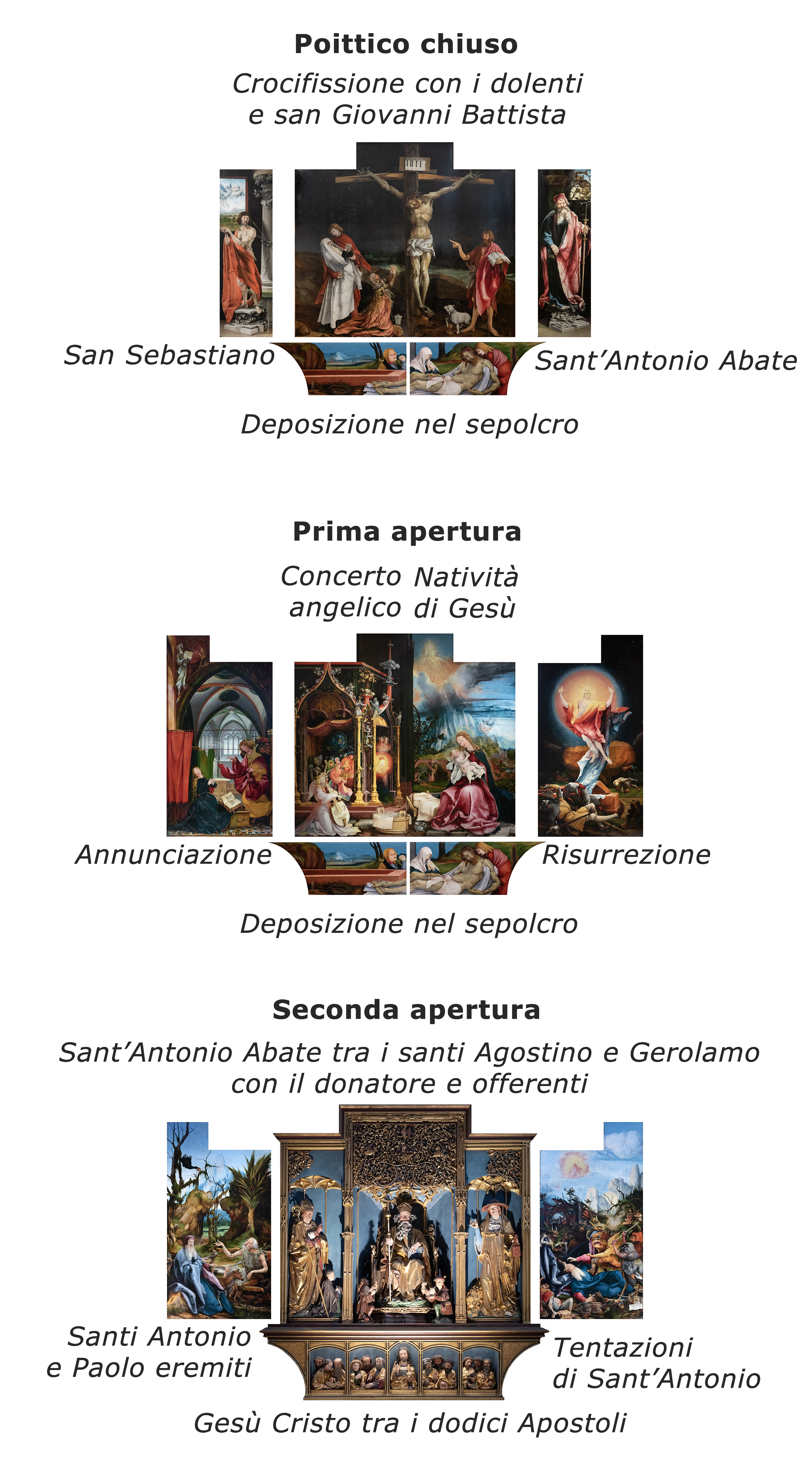
Le diverse configurazioni dell'altare

L'Altare di Isenheim (o Issenheim, secondo la denominazione francese della città alsaziana) costituisce l'opera più importante eseguita da Matthias Grünewald. Si tratta di una sorprendente "macchina di altare" fatta di ante fisse ed ante rimovibili, che possono assumere tre diverse configurazioni.

Committente dell'opera fu l'abate del monastero di Issenheim, Guido Guersi. Essa era destinata alla preghiera dei monaci antoniani e dei tanti malati (soprattutto quelli sofferenti del "Fuoco di Sant'Antonio") che venivano pietosamente accolti nel monastero.

## Descrizione
La prima configurazione si ha quando il polittico resta chiuso, mostrando i pannelli laterali con Sant'Antonio abate e San Sebastiano, mentre i due pannelli centrali compongono una Crocifissione di drammatica espressività, che sovrasta una predella con una Lamentazione piena di pathos.

La prima apertura del polittico raffigura la vita della Vergine Maria con scene dell'Annunciazione, il Concerto degli Angeli e la Natività, mentre il pannello di destra mostra una sgargiante Resurrezione.

La seconda apertura scopre l'originario altare con le statue di Nicolas de Haguenau, raffiguranti sant'Antonio in trono tra Sant'Agostino e San Gerolamo. Ai lati, due magistrali pannelli di Grünewald: a sinistra Sant'Antonio e San Paolo eremita, a destra la scena terribile delle Tentazioni di Sant'Antonio.

## Galleria d'immagini

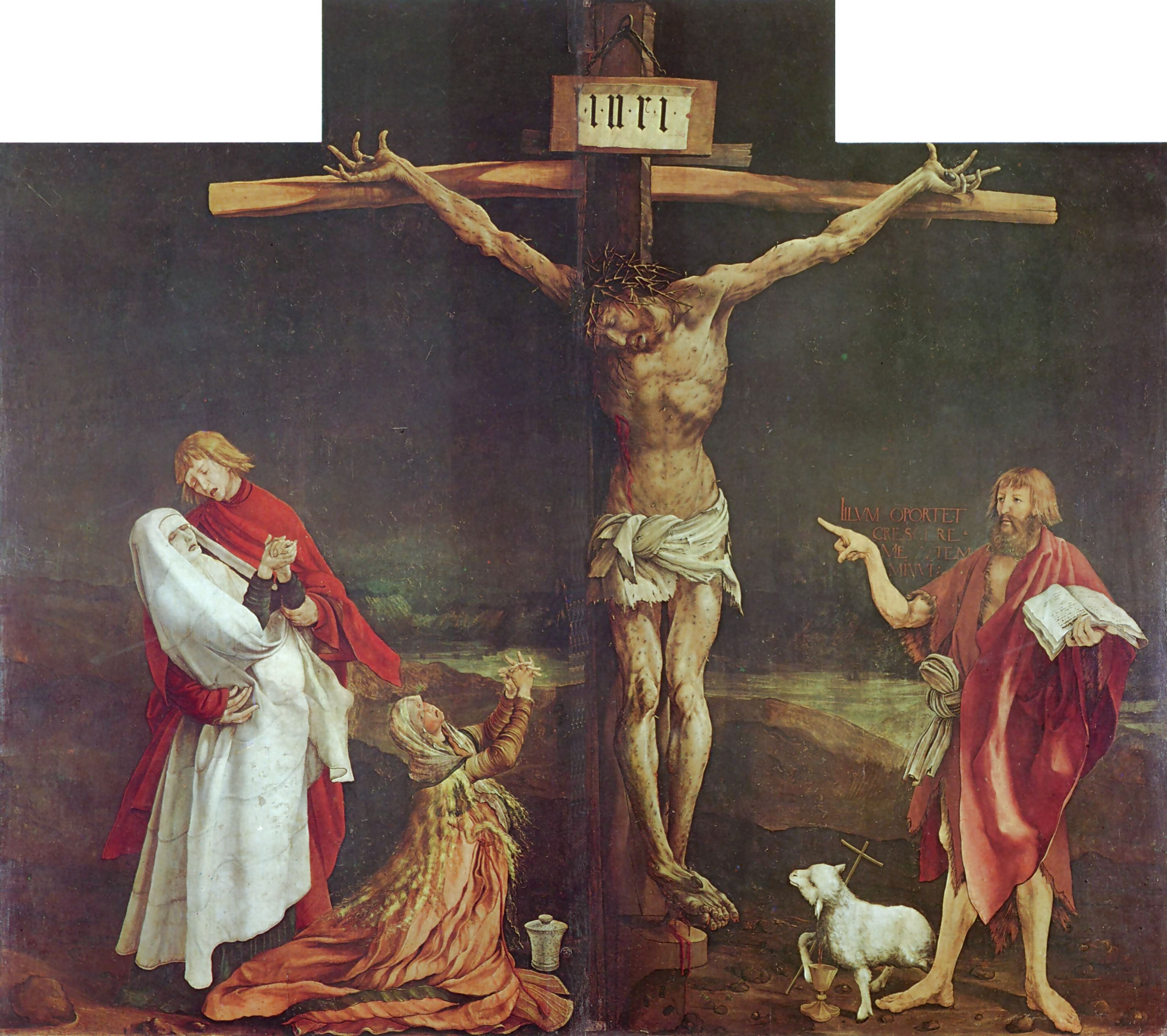
Tavola della Crocifissione
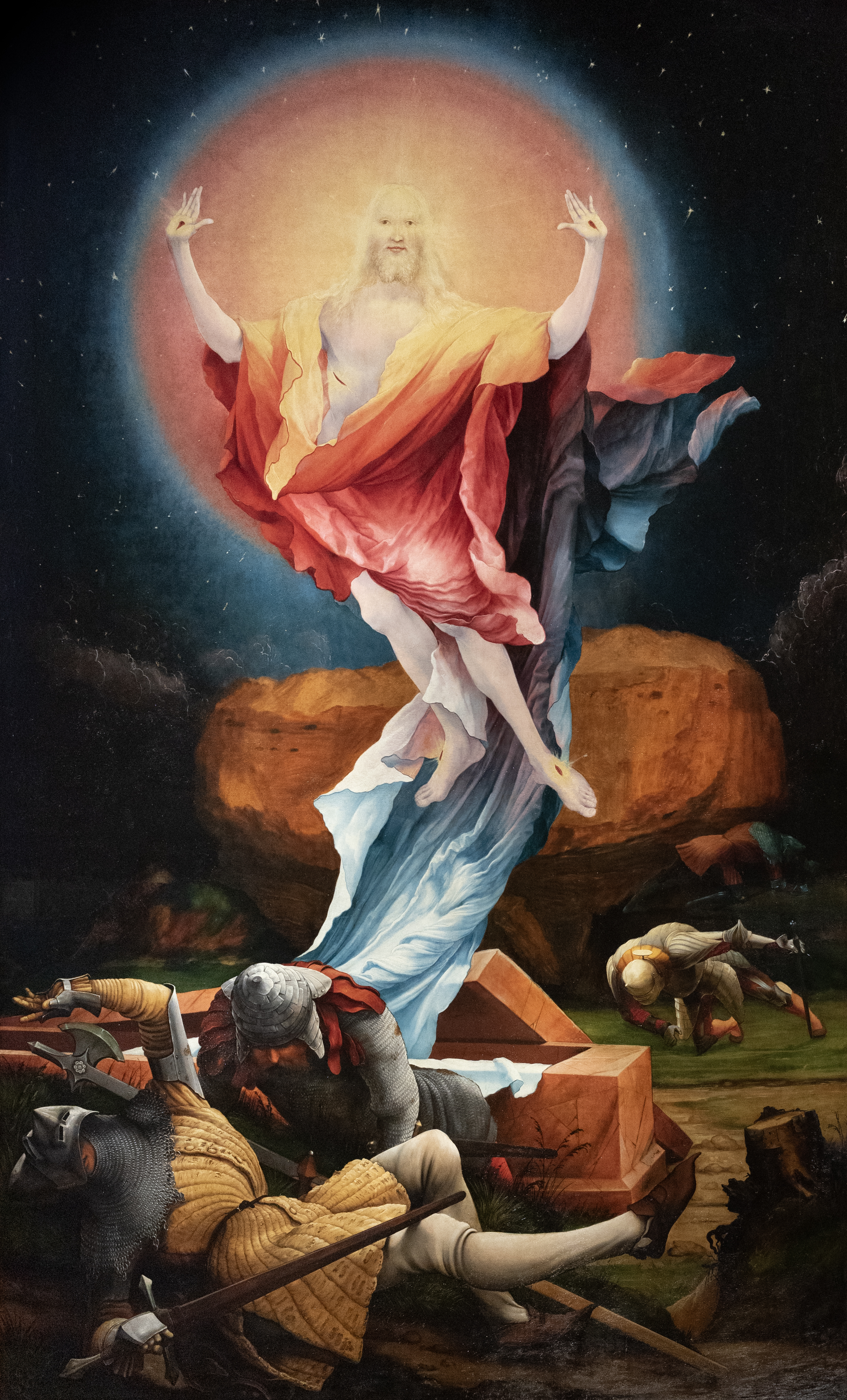
Tavola della Resurrezione
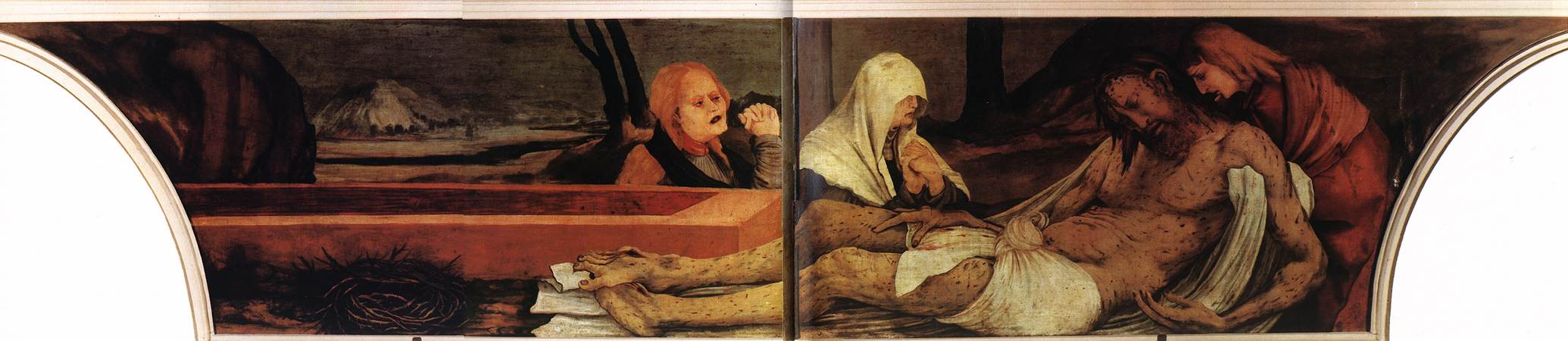
Predella con la Deposizione